# Демократическая партия Сербии
Не следует путать с Демократической партией.

Флаг Демократической партии Сербии (1992-1994)

Новая демократи́ческая па́ртия Се́рбии (серб. Нова демократска странка Србије) — одна из крупнейших партий Сербии, стоит на консервативно-центристских позициях. Откололась в 1992 году от Демократической партии в связи с разногласиями по национальному вопросу в бывшей Югославии: ДС стояла на принципах национального равенства, ДСС — «выживания сербов как нации».

Флаг Демократической партии Сербии (1994-2001)

ДС и ДСС совместно входили в несколько оппозиционных блоков («Заедно» на выборах 1996 г., ДОС в 2000 г.), но после свержения Милошевича раскол оформился окончательно.
В данный момент находится в оппозиции к правительству.
Высший орган — собрание (скупштина), между собраниями — главный комитет (главни одбор), между заседаниями главного комитета — президиум (председништво), высшее должностное лицо — председатель (председник), высшие органы общинных организаций — собрания общинных организаций (скупштина општинског огранка), между собраниями — общинные комитеты (општински одбор).
В 2008 году молодёжное крыло «Демократической партии Сербии» договорилось о сотрудничестве с российским молодёжным движением Наши.

### Структура
Президент — Йованович, Милош с 2017.